# Wilhelm Büsing
Wilhelm Büsing   (Jade, 2 de març de 1921 - 25 de juny de 2023) fou un genet alemany, vencedor de dues medalles olímpiques.
El 1952 va prendre part en els Jocs Olímpics d'Estiu de Hèlsinki, on va disputar dues proves del programa d'hípica. Guanyà la medalla de plata en la prova del concurs complet per equips, mentre en la del concurs complet individual guanyà la de bronze. En ambdues proves va competir amb el cavall Hubertus.
També va guanyar una medalla de plata en competició per equips als Campionat d'Europa de concurs complet de 1954. Veterinari de professió, va estar present als Jocs Olímpics d'estiu de 1956, 1960 i 1964 com a entrenador. A més de la seva pràctica veterinària, també va treballar com a criador de cavalls.